# Aphisit Wetchachiwa
Aphisit Wetchachiwa, né le 3 août 1964 à Newcastle-upon-Tyne (Royaume-Uni), est un homme d'État thaïlandais.
Membre du Parti démocrate, il en devient le chef de 2005 à 2019. Il est élu membre de la Chambre des représentants à partir de 1992 et devient par la suite chef de l'opposition en 2005, puis à nouveau en 2013. Il est, en 1997, ministre auprès du Cabinet du Premier ministre, dans le second gouvernement de Chuan Likphai, puis Premier ministre à son tour de 2008 à 2011.
Ses années en tant que Premier ministre sont marqués par la crise financière de 2007-2008, où la valeur du baht retrouve son plus haut niveau depuis la crise économique de 1997. par des politiques visant à rendre meilleur les conditions des citoyens ruraux et de la classe ouvrière thaïe. Il reste cependant le « censeur le plus prolifique de l'histoire récente de la Thaïlande », d'après le Human Rights Watch, ayant notamment fait fermé, avec l'aide des militaires, plusieurs médias (sites Internet, radios, chaînes de télévision) diffusant des discours critiques contre le gouvernement mais aussi dans le cadre de lèse-majesté. Il est confronté à des manifestations massives en 2009, mais aussi en 2010, à Bangkok, qui sont réprimées violemment, avec de nombreuses confrontations entre « chemises rouges » et l'armée. Le conflit dans le Sud s'intensifie et son gouvernement est accusé de torture et de violation des droits de l'homme. 
Yingluck Shinawatra lui succède en tant que Première ministre à la suite des élections législatives de 2011. Lors de la crise politique de 2013-2014, il amène ses collègues députés à démissionner pour protester contre son gouvernement. Il est, dans le même temps, accusé de meurtre dans la répression des manifestants en 2010.
À la suite des élections législatives de 2019, où le Parti démocrate obtient des scores faibles, il démission de son poste de chef du parti. Il démissionne ensuite de son mandat de député lorsque son parti vote pour le maintien au pouvoir de Prayut Chan-o-cha. En 2023, alors que son nom est de nouveau proposé à la tête du parti, il se retire du Parti démocrate.

## Parcours politique

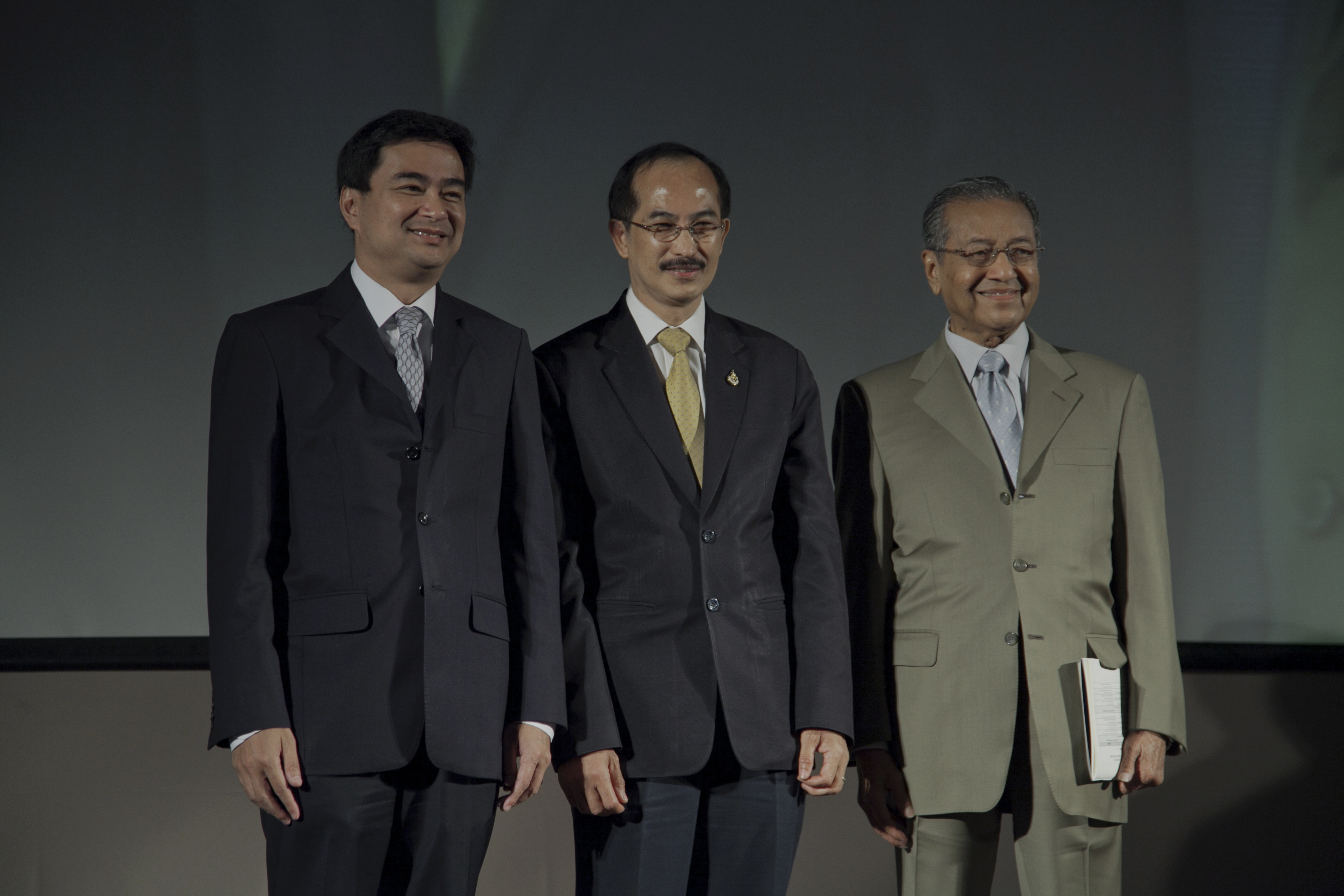
Aphisit et le L'ex-Premier ministre de Malaisie Mahathir Mohamad (7 septembre 2012)

### Premier ministre
Chef du Parti démocrate depuis février 2005, il est élu, le 15 décembre 2008, 27e Premier ministre de Thaïlande, après avoir remporté 235 voix lors d'un scrutin à la Chambre des représentants (chambre basse de l'Assemblée nationale thaïlandaise), face à Pracha Promnog, candidat présenté par l'opposition (jusque-là le PPP était au pouvoir. Ce parti est dissous par la Cour constitutionnelle mise en place par la junte militaire), soutenu par 198 députés.
Un renversement d'alliance est rendu possible par la Cour constitutionnelle qui a dissous le 2 décembre le Parti du Pouvoir du Peuple, alors que des manifestants antigouvernementaux royalistes (Chemises jaunes) occupaient depuis plus d'une semaine les aéroports de Bangkok et que l'armée soutenant Aphisit eut refusé d'intervenir.
Le Parti démocrate est arrivé loin derrière le PPP aux législatives de décembre 2007 ayant mis fin à quinze mois de gouvernement direct des militaires auteurs coup d'État de septembre 2006.
Il succède à Somchai Wongsawat, issu du Parti du pouvoir du peuple, contraint à la démission le 2 décembre 2008 après un arrêt de la Cour constitutionnelle lui interdisant toute activité politique pendant une durée de cinq ans, et à Chaovarat Chanweerakul, vice-Premier ministre et ministre de la Santé publique, qui assurait l'intérim des fonctions de Premier ministre depuis le 2 décembre.

#### Corruption du Parti démocrate
La Commission électorale thaïlandaise décide le 12 avril 2010, de recommander la dissolution du parti démocrate au pouvoir en Thaïlande, pour avoir reçu une donation illégale de 258 millions de baht et pour une utilisation inappropriée d’un fonds de développement politique de 29 millions de baht. La Cour constitutionnelle a accepté d'examiner cette recommandation le 28 avril 2010.
La justice thaïlandaise a décidé de ne pas sanctionner le parti démocrate pour une raison technique : la commission électorale n'a pas soumis son dossier dans le délai de 15 jours requis par la législation.

#### «Samedi noir» (10 avril 2010)
Le 10 avril 2010, l'armée dégage les manifestants du Front national uni pour la démocratie et contre la dictature (UDD) qui bloquait depuis près d'un mois certains quartiers de Bangkok. Des échanges de tirs ont eu lieu de part et d'autre. Le bilan s'élève à 91 morts et plus de 1000 blessés. Le 11 avril 2010 le Premier ministre Aphisit Wetchachiwa a exprimé ses regrets pour les victimes.

### Élections législatives de 2019
Le 5 juin 2019, peu après les élections législatives thaïlandaises de 2019, Prayut Chan-o-cha est réélu Premier ministre par le Parlement, après avoir obtenu le ralliement du Parti démocrate, initialement membre de la coalition d'opposition. En réaction, Wetchachiwa a démissionné de son poste de député.